# Van-der-Pauw-Messmethode
Die Van-der-Pauw-Messmethode dient zur Bestimmung des elektrischen Flächenwiderstandes und des Hall-Koeffizienten dünner, homogener Schichten beliebiger Form. In der Halbleiterindustrie spielen Messungen des spezifischen Widerstands und des Hall-Koeffizienten eine große Rolle, da sich aus diesen beiden Größen die Ladungsträgerkonzentration und -beweglichkeit ermitteln lässt.
Erstmals beschrieben wurde die Messmethode von Leo J. van der Pauw im Jahr 1958.

## Messung des spezifischen Widerstandes und des Flächenwiderstandes

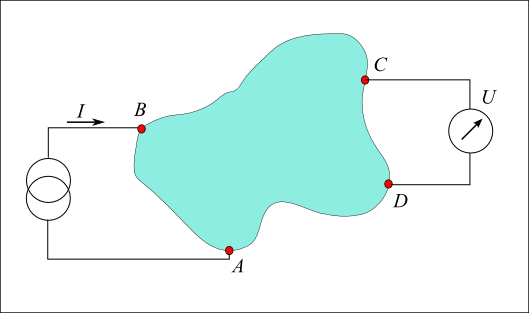
Ermittlung des Widerstandes

Die Messstruktur besteht aus einem beliebig geformten Gebiet ohne Löcher, das auf seinem Rand über 4 Punkte (A–D) kontaktiert ist. An dieser Struktur wird der Widerstand
{\displaystyle R_{\mathrm {AB,CD} }={{U_{\mathrm {CD} }} \over {I_{\mathrm {AB} }}}} (s. Bild)
gemessen, indem zwischen den Kontakten A und B ein Strom eingeprägt und die zwischen den Kontakten C und D abfallende Spannung gemessen wird. In entsprechender Weise wird der Widerstand {\displaystyle R_{BC,DA}} nach zyklischer Vertauschung der Kontakte gemessen.
{\displaystyle R_{\mathrm {BC,DA} }={{U_{\mathrm {DA} }} \over {I_{\mathrm {BC} }}}}
Mit Methoden der konformen Abbildung konnte van der Pauw zeigen, dass man aus diesen beiden Widerstandswerten den Schichtwiderstand berechnen kann und dass in diese Rechnung weder die spezielle Form der Struktur noch die Position der Kontakte eingeht. Es ergibt sich folgende Abhängigkeit:
{\displaystyle \exp {\left(-{{\pi d} \over \rho }\cdot R_{\mathrm {AB,CD} }\right)}+\exp {\left(-{{\pi d} \over \rho }\cdot R_{\mathrm {BC,DA} }\right)}=1}

Geometriefaktor f für Van-der-Pauw-Methode

mit {\displaystyle \rho } = spezifischer Widerstand und {\displaystyle d} = Schichtdicke.
Wenn sowohl die Schichtdicke als auch die Widerstände RAB,CD und RBC,DA bekannt sind, ergibt sich eine Gleichung mit der gesuchten Unbekannten {\displaystyle \mathbf {\rho } }. Für eine beliebig geformte Struktur lässt sich der spezifische Widerstand allerdings nicht durch eine geschlossene Formel ausdrücken. Deshalb bestimmt man {\displaystyle \mathbf {\rho } } entweder iterativ durch Intervallschachtelung oder näherungsweise nach folgender Formel:
{\displaystyle \rho ={{\pi d} \over {\ln {2}}}\cdot {\frac {R_{\mathrm {AB,CD} }+R_{\mathrm {BC,DA} }}{2}}\cdot f}
Der Korrekturfaktor f wird aus nebenstehendem Bild entnommen. Für exaktere Messungen verwendet man eine Teststruktur, die mindestens eine Symmetrieachse besitzt und deren Kontakte ebenfalls entsprechend dieser Symmetrie angeordnet sind. Es gilt dann {\displaystyle R_{\mathrm {AB,CD} }=R_{\mathrm {BC,DA} }} und für den spezifischen Widerstand ergibt sich die Formel
{\displaystyle \rho ={{\pi d} \over {\ln {2}}}\cdot R_{\mathrm {AB,CD} }}
dies lässt sich zu
{\displaystyle \rho \simeq 4{,}532\cdot d\cdot R_{\mathrm {AB,CD} }}
zusammenfassen.

Kleeblattstruktur

Das Verfahren ist nur für ideale punktförmige Kontakte exakt. Bei Wahl einer geeigneten Form der Messstruktur ist der Einfluss der Kontaktgröße in der Praxis aber vernachlässigbar. In der Halbleiterfertigung werden Strukturen in Form eines Kleeblatts bzw. eines Kreuzes verwendet, um den spezifischen Flächenwiderstand {\displaystyle \rho _{\Box }} dünner Schichten, z. B. Polysilizium oder Diffusionsgebiete, zu bestimmen.
Den Flächenwiderstand {\displaystyle R_{\Box }} der Schicht erhält man, indem man den erhaltenen spezifischen Widerstand {\displaystyle \rho } durch die Schichtdicke {\displaystyle d} teilt:
{\displaystyle R_{\Box }={\frac {\rho }{d}}}

## Messung der Hall-Koeffizienten
Für die Messung des Hall-Koeffizienten gelten die gleichen Voraussetzungen wie für die Schichtdickenmessung. Im Gegensatz dazu wird der Strom durch die Kontakte A und C eingeprägt und der Widerstand {\displaystyle R_{\mathrm {AC,BD} }} gemessen. Anschließend wird ein homogenes Magnetfeld Β senkrecht zur Scheibe angelegt. Aufgrund dessen ändert sich {\displaystyle R_{\mathrm {AC,BD} }} um den Wert Δ{\displaystyle R_{\mathrm {AC,BD} }}.
Der Hall-Koeffizient {\displaystyle A_{\mathrm {H} }} ergibt sich durch:
{\displaystyle A_{\mathrm {H} }={{d} \over {\mathrm {B} }}\cdot \Delta R_{\mathrm {AC,BD} }}
Das Magnetfeld Β bewirkt, dass auf die Ladungsträger q eine Lorentzkraft senkrecht zu den Stromlinien und senkrecht zum Magnetfeld wirkt.
{\displaystyle {\vec {F}}=q\cdot {\vec {v}}\times {\vec {B}}}
Die Stromdichte {\displaystyle \mathbf {J} } lässt sich durch {\displaystyle J=nqv} ausdrücken. Eine Umformung nach {\displaystyle v_{x}} und anschließendes Einsetzen ergibt eine Feldstärke von:
{\displaystyle E_{\mathrm {H} }={\frac {1}{nq}}\,J_{\mathrm {x} }B_{\mathrm {z} }=A_{\mathrm {H} }\,J_{\mathrm {x} }B_{\mathrm {z} }}
{\displaystyle E_{\mathrm {H} }} ist proportional zu {\displaystyle J} und Β.
{\displaystyle {\frac {1}{nq}}\,=A_{\mathrm {H} }\,}
ist die Proportionalitätskonstante bzw. der Hall-Koeffizient. Da {\displaystyle q} bekannt ist, lässt sich nun die Konzentration der Ladungsträger {\displaystyle n} in der Teststruktur bestimmen.